# Súper kids
Súper Kids fue un efímero programa de televisión de concurso de canto e imitación para niños producido por Latina. Fue conducido por Cristian Rivero, Adolfo Aguilar y Karen Schwarz.
El jurado está compuesto por la conductora Fiorella Rodríguez, la cantante Maricarmen Marín y el youtuber Franda.

## Casting
Los niños cantan primero a capela frente a una máquina con un sensor previo que les indicará si pasan o no a la etapa de evaluación del jurado, mediante una luz verde si pasan, y una luz roja si no pasan. Si el concursante pasa la etapa de la máquina, se tendrá que enfrentar a la evialuación del jurado, donde, además de cantar, tendrá que encantar con su carisma y talento.
| Referencias                                                          |
| -------------------------------------------------------------------- |
| Voto positivo del jurado.                                            |
| El concursante es eliminado, ya que no pasó en alguna de las etapas. |
| Se desconoce si el voto del jurado era positivo o negativo.          |
| Voto negativo del jurado.                                            |

### Primera semana (6 de enero)
| Ver las actuaciones de los participantes | Ver las actuaciones de los participantes | Ver las actuaciones de los participantes  | Ver las actuaciones de los participantes      | Ver las actuaciones de los participantes | Ver las actuaciones de los participantes | Ver las actuaciones de los participantes |
| Orden                                    | Concursante                              | Canción                                   | Canción                                       | Elección del jurado                      | Elección del jurado                      | Elección del jurado                      |
| Orden                                    | Concursante                              | Primera etapa (Sensor)                    | Segunda etapa (Jurado)                        | Fiorella Rodríguez                       | Maricarmen Marín                         | Franda                                   |
| ---------------------------------------- | ---------------------------------------- | ----------------------------------------- | --------------------------------------------- | ---------------------------------------- | ---------------------------------------- | ---------------------------------------- |
| 1                                        | Maely y Milly Tinoco                     | «No me doy por vencido» (Luis Fonsi)      | «Así no te amará jamás» (Amanda Miguel)       |                                          |                                          |                                          |
| 2                                        | Ashley López                             | «Cholo soy» (Luis Abanto Morales)         | «Que te quería» (Natalia Jiménez)             |                                          |                                          |                                          |
| 3                                        | Pool Anderson                            | «La de la mochila azul» (Pedro Fernández) | —                                             | —                                        | —                                        | —                                        |
| 4                                        | Luana Delgado                            | «Como tu mujer» (Rocío Dúrcal)            | «Y volveré» (Lucero)                          |                                          |                                          |                                          |
| 5                                        | Brunella Melgarejo                       | «Héroe» (Mariah Carey)                    | «Hoy» (Gloria Estefan)                        |                                          |                                          |                                          |
| 6                                        | Micaela Gamarra                          | «Eres» (Soy Luna)                         | «Chocolate» (Jesse & Joy)                     |                                          |                                          |                                          |
| 7                                        | Luis Sánchez                             | «Vivo por ella» (Andrea Bocelli)          | «Un hombre no llora»                          |                                          |                                          |                                          |
| 8                                        | Catherine Barrios                        | «Como tu mujer» (Rocío Dúrcal)            | —                                             | —                                        | —                                        | —                                        |
| 9                                        | Fernanda Rivera                          | «Yo soy una mujer» (Maggie Carles)        | «El sol no regresa» (La Quinta Estación)      |                                          |                                          |                                          |
| 10                                       | Jefferson Pérez                          | «Volver a amar» (Cristian Castro)         | «Hoy tengo ganas de ti» (Alejandro Fernández) |                                          |                                          |                                          |
| 11                                       | Ariana Ybáñez                            | «Te dejo en libertad» (Ha*Ash)            | —                                             | —                                        | —                                        | —                                        |
| 12                                       | Valentino Cornejo                        | «Cuando llora mi guitarra» (Eva Ayllón)   | «Flor de la canela» (Chabuca Granda)          |                                          |                                          |                                          |
| 13                                       | Miranda Ávila                            | «New rules» (Dua Lipa)                    | «Stitches» (Shawn Mendes)                     |                                          |                                          |                                          |
| 14                                       | María Fernanda Toribio                   | «Varinha de condao» (Carrusel)            | «Beso, beso» (Carrusel)                       |                                          |                                          |                                          |

### Segunda semana (13 de enero)
| Ver las actuaciones de los participantes | Ver las actuaciones de los participantes | Ver las actuaciones de los participantes              | Ver las actuaciones de los participantes | Ver las actuaciones de los participantes | Ver las actuaciones de los participantes | Ver las actuaciones de los participantes |
| Orden                                    | Concursante                              | Canción                                               | Canción                                  | Elección del jurado                      | Elección del jurado                      | Elección del jurado                      |
| Orden                                    | Concursante                              | Primera etapa (Sensor)                                | Segunda etapa (Jurado)                   | Fiorella Rodríguez                       | Maricarmen Marín                         | Franda                                   |
| ---------------------------------------- | ---------------------------------------- | ----------------------------------------------------- | ---------------------------------------- | ---------------------------------------- | ---------------------------------------- | ---------------------------------------- |
| 1                                        | Alexandra Cabrejos                       | «La mejor de todas» (NG2)                             | «Herida» (Brenda K. Starr)               |                                          |                                          |                                          |
| 2                                        | Rafaella Escala                          | «Cuán lejos voy» (Moana)                              | «Count on me» (Bruno Mars)               |                                          |                                          |                                          |
| 3                                        | Gian Pool Chávez                         | «Sin ti» (Mariah Carey)                               | «Yo te voy a amar» (Bruno Mars)          |                                          |                                          |                                          |
| 4                                        | Nadia Huamacho                           | «Cuán lejos voy» (Moana)                              | «Vuelve»                                 |                                          |                                          |                                          |
| 5                                        | Andrea Córdova                           | «Que canten los niños» (José Luis Perales)            | «Parte de tu mundo» (La Sirenita)        |                                          |                                          |                                          |
| 6                                        | Joshua Adrianzén                         | «La de la mochila azul» (Pedro Fernández)             | «Despacito» (Luis Fonsi)                 |                                          |                                          |                                          |
| 7                                        | Luhana Ferreyra                          | «Qué bonito» (Vicky Corbacho)                         | —                                        | —                                        | —                                        | —                                        |
| 8                                        | Ariadna Hermoza                          | «Tusuy kusun» (Damaris)                               | «Tusuy kusun» (Damaris)                  |                                          |                                          |                                          |
| 9                                        | Raysa Ames                               | «Te dejo en libertad» (Ha*Ash)                        | «Quién eres tú» (Yuri)                   |                                          |                                          |                                          |
| 10                                       | Natalia Vílchez                          | «Como la flor»* / «Ex de verdad» (Selena)* / (Ha*Ash) | «El sol no regresa» (La Quinta Estación) |                                          |                                          |                                          |
| 11                                       | Sharon Vásquez                           | «Con la misma moneda» (Karina)                        | «Qué bonito» (Vicky Corbacho)            |                                          |                                          |                                          |
| 12                                       | Nicole Chiarella                         | «Creo en mí» (Natalia Jiménez)                        | «Ecos de amor» (Jesse & Joy)             |                                          |                                          |                                          |
| 13                                       | Jimena Navarro                           | «Qué bonito» (Vicky Corbacho)                         | —                                        | —                                        | —                                        | —                                        |

- Cristian Rivero le dio otra oportunidad a Natalia Vílchez, puesto que ella pensó que el programa era de imitación.

### Tercera semana (20 de enero)
| Ver las actuaciones de los participantes | Ver las actuaciones de los participantes | Ver las actuaciones de los participantes    | Ver las actuaciones de los participantes | Ver las actuaciones de los participantes | Ver las actuaciones de los participantes | Ver las actuaciones de los participantes |
| Orden                                    | Concursante                              | Canción                                     | Canción                                  | Elección del jurado                      | Elección del jurado                      | Elección del jurado                      |
| Orden                                    | Concursante                              | Primera etapa (Sensor)                      | Segunda etapa (Jurado)                   | Fiorella Rodríguez                       | Maricarmen Marín                         | Franda                                   |
| ---------------------------------------- | ---------------------------------------- | ------------------------------------------- | ---------------------------------------- | ---------------------------------------- | ---------------------------------------- | ---------------------------------------- |
| 1                                        | Mia Kcomt                                | «Que viva Chiclayo» (Lucha Reyes)           | «Eres» (Soy Luna)                        |                                          |                                          |                                          |
| 2                                        | Grecia Guerra                            | «Quién eres tú» (Yuri)                      | «Ya te olvidé» (Yuridia)                 |                                          |                                          |                                          |
| 3                                        | Nadja Quintanilla                        | «Mal paso» (Eva Ayllón)                     | «Mal paso» (Eva Ayllón)                  |                                          |                                          |                                          |
| 4                                        | Carissa Tarazona                         | «La de la mala suerte» (Jesse & Joy)        | «Te dejo en libertad» (Ha*Ash)           |                                          |                                          |                                          |
| 5                                        | Angélica Games                           | «Yo viviré» (Gloria Gaynor)                 | «Celos» (Fanny Lu)                       |                                          |                                          |                                          |
| 6                                        | César Games                              | «Volver a amar» (Cristian Castro)           | «Por amarte así» (Cristian Castro)       |                                          |                                          |                                          |
| 7                                        | Juan José Gonzáles                       | «Ángel» (Robbie Williams)                   | —                                        | —                                        | —                                        | —                                        |
| 8                                        | Flavia Marcos                            | «Cuán lejos voy» (Moana)                    | «Cuán lejos voy» (Moana)                 |                                          |                                          |                                          |
| 9                                        | Alexia Oliden                            | «Gracias por la música» (ABBA)              | «Someone like you» (Adele)               |                                          |                                          |                                          |
| 10                                       | Bianca Credo                             | «Te dejo en libertad» (Ha*Ash)              | —                                        | —                                        | —                                        | —                                        |
| 11                                       | Sigrid Munayco                           | «Así no te amarán jamás» (Amanda Miguel)    | «Ex de verdad» (Ha*Ash)                  |                                          |                                          |                                          |
| 12                                       | Harumi Vargas                            | «Tu falta de querer» (Mon Laferte)          | —                                        | —                                        | —                                        | —                                        |
| 13                                       | Valeria Zapata                           | «Yo te pido amor» (Yuri)                    | «Ángel» (Robbie Williams)                |                                          |                                          |                                          |
| 14                                       | Joana Bonifacio                          | «Quiero ir donde tú vayas» (Melissa Romero) | «Equivocada» (Thalía)                    |                                          |                                          |                                          |
| 15                                       | Valentino Soto                           | «Oh mamá» (Pablo Ruiz)                      | —                                        | —                                        | —                                        | —                                        |
| 16                                       | Dayana Gutiérrez                         | «Cuando llora mi guitarra» (Eva Ayllón)     | «No tengo nada» (Whitney Houston)        |                                          |                                          |                                          |

### Cuarta semana (27 de enero)
| Ver las actuaciones de los participantes | Ver las actuaciones de los participantes | Ver las actuaciones de los participantes      | Ver las actuaciones de los participantes    | Ver las actuaciones de los participantes | Ver las actuaciones de los participantes | Ver las actuaciones de los participantes |
| Orden                                    | Concursante                              | Canción                                       | Canción                                     | Elección del jurado                      | Elección del jurado                      | Elección del jurado                      |
| Orden                                    | Concursante                              | Primera etapa (Sensor)                        | Segunda etapa (Jurado)                      | Fiorella Rodríguez                       | Maricarmen Marín                         | Franda                                   |
| ---------------------------------------- | ---------------------------------------- | --------------------------------------------- | ------------------------------------------- | ---------------------------------------- | ---------------------------------------- | ---------------------------------------- |
| 1                                        | Alexandra Messambo                       | «Cuando llora mi guitarra» (Eva Ayllón)       | «Yo perdí el corazón» (Eva Ayllón)          |                                          |                                          |                                          |
| 2                                        | Joshua Cruzado                           | «Qué bonito» (Vicky Corbacho)                 | —                                           | —                                        | —                                        | —                                        |
| 3                                        | Óscar Solís                              | «El aventurero» (Pedro Fernández)             | «El aventurero» (Pedro Fernández)           |                                          |                                          |                                          |
| 4                                        | Mya Nole                                 | «Quiero que estés conmigo» (Jesús Vásquez)    | «Sigo enamorada de ti» (Olivia Newton-John) |                                          |                                          |                                          |
| 5                                        | Lhuar Herrera                            | «Creo en ti» (Reik)                           | «La bikina» (Luis Miguel)                   |                                          |                                          |                                          |
| 6                                        | Hugo Aranibar                            | «Nunca voy a olvidarte» (Cristian Castro)     | «Báilame» (Nacho)                           |                                          |                                          |                                          |
| 7                                        | Dominique Tupayachi                      | «Así no te amará jamás» (Amanda Miguel)       | «Ya te olvidé» (Rocío Dúrcal)               |                                          |                                          |                                          |
| 8                                        | Adriana Fernández                        | «Hoy tengo ganas de ti» (Alejandro Fernández) | —                                           | —                                        | —                                        | —                                        |
| 9                                        | Luis Hernández                           | «La de la mochila azul» (Pedro Fernández)     | «Mi salón está de fiesta» (Pedro Fernández) |                                          |                                          |                                          |
| 10                                       | Estrella Cortéz                          | «Corre» (Jesse & Joy)                         | —                                           | —                                        | —                                        | —                                        |
| 11                                       | Reyshell Cruz                            | «Marinero de luces» (Isabel Pantoja)          | «Creo en mí» (Natalia Jiménez)              |                                          |                                          |                                          |
| 12                                       | Luciana Ríos                             | «Ex de verdad» (Ha*Ash)                       | «Dónde están los ladrones» (Shakira)        |                                          |                                          |                                          |
| 13                                       | Fiorella Huertas                         | «Como la flor» (Selena)                       | «Eres» (Soy Luna)                           |                                          |                                          |                                          |
| 14                                       | Alanis Saavedra                          | «Así no te amará jamás» (Amanda Miguel)       | —                                           | —                                        | —                                        | —                                        |
| 15                                       | Víctor Vega                              | «Necesito un amor»                            | «Me gusta todo de ti» (Noche de brujas)     |                                          |                                          |                                          |
| 16                                       | Cristina Salas                           | «Ex de verdad» (Ha*Ash)                       | «Shape of you» (Ed Sheeran)                 |                                          |                                          |                                          |

### Quinta semana (3 de febrero)
| Ver las actuaciones de los participantes | Ver las actuaciones de los participantes | Ver las actuaciones de los participantes | Ver las actuaciones de los participantes | Ver las actuaciones de los participantes | Ver las actuaciones de los participantes | Ver las actuaciones de los participantes |
| Orden                                    | Concursante                              | Canción                                  | Canción                                  | Elección del jurado                      | Elección del jurado                      | Elección del jurado                      |
| Orden                                    | Concursante                              | Primera etapa (Sensor)                   | Segunda etapa (Jurado)                   | Fiorella Rodríguez                       | Maricarmen Marín                         | Franda                                   |
| ---------------------------------------- | ---------------------------------------- | ---------------------------------------- | ---------------------------------------- | ---------------------------------------- | ---------------------------------------- | ---------------------------------------- |
| 1                                        | Allison Paulet                           | «Quién eres tú» (Yuri)                   | «Espejo» (Yuri)                          |                                          |                                          |                                          |
| 2                                        | Andrea Jara                              | «Herida» (Brenda K. Starr)               | «Ya te olvidé» (Yuridia)                 |                                          |                                          |                                          |
| 3                                        | María Salazar                            | «Imagine» (John Lennon)                  | «Rolling in the deep» (Adele)            |                                          |                                          |                                          |
| 4                                        | Grecia Libertad                          | «Ya te olvidé» (Rocío Dúrcal)            | —                                        | —                                        | —                                        | —                                        |
| 5                                        | Fiorella Caballero                       | «Ya te olvidé» (Yuridia)                 | «Corre» (Jesse & Joy)                    |                                          |                                          |                                          |
| 6                                        | Niurka Pantoja                           | «Te dejo en libertad» (Ha*Ash)           | —                                        | —                                        | —                                        | —                                        |
| 7                                        | Ricardo Ramírez                          | «Vamos a darnos tiempo» (José José)      | «Contigo Perú» (Arturo "Zambo" Cavero)   |                                          |                                          |                                          |
| 8                                        | Adriana Carrión                          | «Todos me miran» (Gloria Trevi)          | «Dr. Psiquiatra» (Gloria Trevi)          |                                          |                                          |                                          |
| 9                                        | Pedro Casaperalta                        | «No tengo dinero» (Juan Gabriel)         | «Tu cárcel» (Enanitos Verdes)            |                                          |                                          |                                          |
| 10                                       | María Fernanda Muñoz                     | «La bikina» (Luis Miguel)                | «Ex de verdad» (Ha*Ash)                  |                                          |                                          |                                          |
| 11                                       | Ariana Falla                             | «Corre» (Jesse & Joy)                    | «Prófugos» (Soda Stereo)                 |                                          |                                          |                                          |
| 12                                       | Samira Saucedo                           | «Lady Laura» (Tamara)                    | «Evidencias» (Ana Gabriel)               |                                          |                                          |                                          |
| 13                                       | Sadith Chacón                            | «Sola con mi soledad» (Marisela)         | «Tu carta»                               |                                          |                                          |                                          |
| 14                                       | Delsy Gómez                              | «Y volveré» (Los Ángeles Negros)         | «Basta ya» (Olga Tañón)                  |                                          |                                          |                                          |
| 15                                       | Jael Palencia                            | «Amor prohibido» (Selena)                | «No puedo olvidarlo» (Marisela)          |                                          |                                          |                                          |
| 16                                       | María Serrepe                            | «Así fue» (Isabel Pantoja)               | —                                        | —                                        | —                                        | —                                        |
| 17                                       | Ariana Pasco                             | «Amor eterno» (Juan Gabriel)             | «Se me olvidó otra vez» (Juan Gabriel)   |                                          |                                          |                                          |

### Sexta semana (10 de febrero)
| Ver las actuaciones de los participantes | Ver las actuaciones de los participantes | Ver las actuaciones de los participantes  | Ver las actuaciones de los participantes      | Ver las actuaciones de los participantes | Ver las actuaciones de los participantes | Ver las actuaciones de los participantes |
| Orden                                    | Concursante                              | Canción                                   | Canción                                       | Elección del jurado                      | Elección del jurado                      | Elección del jurado                      |
| Orden                                    | Concursante                              | Primera etapa (Sensor)                    | Segunda etapa (Jurado)                        | Fiorella Rodríguez                       | Maricarmen Marín                         | Franda                                   |
| ---------------------------------------- | ---------------------------------------- | ----------------------------------------- | --------------------------------------------- | ---------------------------------------- | ---------------------------------------- | ---------------------------------------- |
| 1                                        | Andrea La Rosa                           | «La de la mochila azul» (Pedro Fernández) | «Alas» (Soy Luna)                             |                                          |                                          |                                          |
| 2                                        | Anely Dávila                             | «El sol no regresa» (La Quinta Estación)  | «Ya no quiero» (Jesse & Joy)                  |                                          |                                          |                                          |
| 3                                        | Johan Romero                             | «De sol a sol» (Salserín)                 | «De sol a sol» (Salserín)                     |                                          |                                          |                                          |
| 4                                        | Almendra Melo                            | «Cuando llora mi guitarra» (Eva Ayllón)   | —                                             | —                                        | —                                        | —                                        |
| 5                                        | Abigail Avilés                           | «Obsesión»                                | «Tren del cielo» (Soledad)                    |                                          |                                          |                                          |
| 6                                        | Flavia Pajuelo                           | «En cambio no» (Laura Pausini)            | «No tengo nada» (Whitney Houston)             |                                          |                                          |                                          |
| 7                                        | Fernanda Caveduque                       | «Ya te olvidé» (Yuridia)                  | «Sin él» (Marisela)                           |                                          |                                          |                                          |
| 8                                        | Daniela Rivera                           | «Lo que son las cosas» (Yuridia)          | «Ya te olvidé» (Yuridia)                      |                                          |                                          |                                          |
| 9                                        | Esther Vargas                            | «Marinera de corazón» (Lucy De Mantilla)  | «A dónde va el amor» (Ricardo Montaner)       |                                          |                                          |                                          |
| 10                                       | Janetsy Ayasta                           | «He vuelto por ti» (Myriam Hernández)     | «Quiero que estés conmigo» (Lucía de la Cruz) |                                          |                                          |                                          |
| 11                                       | Tania Velásquez                          | «Tocando fondo» (Adele)                   | «Diamonds» (Rihanna)                          |                                          |                                          |                                          |
| 12                                       | Andrés Munives                           | «Ya no me quieres» (Maritza Rodríguez)    | «Cariño malo» (Los Kipus)                     |                                          |                                          |                                          |
| 13                                       | Nayeli Azcue                             | «Oye» (Beyoncé)                           | «Marinero de luces» (Isabel Pantoja)          |                                          |                                          |                                          |
| 14                                       | July Meza                                | «Qué será de ti» (Roberto Carlos)         | «Yo no nací para amar» (Juan Gabriel)         |                                          |                                          |                                          |
| 15                                       | Juan Luis Madueño                        | «Todo por nada» (Camilo Sesto)            | —                                             | —                                        | —                                        | —                                        |
| 16                                       | María Teresa Palacios                    | «Cholo soy» (Luis Abanto Morales)         | «Cholo soy» (Luis Abanto Morales)             |                                          |                                          |                                          |

## Elección
Los concursantes, divididos en grupos, tienen 1 minuto para cantar y el jurado deberá seleccionar a los 10 que clasificaran a los conciertos en vivo. Los resultados se saben por medio de un sobre que recibirá cada concursante junto a sus familias: Si es rojo, el concursante es eliminado, si es verde, pasará a los conciertos en vivo.

### Séptima semana (17 de febrero)
| Ver las actuaciones de los participantes | Ver las actuaciones de los participantes | Ver las actuaciones de los participantes | Ver las actuaciones de los participantes                   | Ver las actuaciones de los participantes | Ver las actuaciones de los participantes | Ver las actuaciones de los participantes |
| Orden (Grupo)                            | Orden (Concursante)                      | Concursante                              | Canción                                                    | Resultado                                |                                          |                                          |
| ---------------------------------------- | ---------------------------------------- | ---------------------------------------- | ---------------------------------------------------------- | ---------------------------------------- | ---------------------------------------- | ---------------------------------------- |
| 1                                        | 1                                        | Andrés Munives                           | «Mechita» (Óscar Avilés)                                   | Eliminado                                |                                          |                                          |
| 1                                        | 2                                        | Astrid Saquiray                          | «Que ganas de no verte nunca más» (La India)               | Eliminada                                |                                          |                                          |
| 1                                        | 3                                        | Luana Delgado                            | «Como yo nadie te ha amado» (Bon Jovi)                     | Eliminada                                |                                          |                                          |
| 1                                        | 4                                        | Paolo Tarazona                           | «Déjame llorar» (Ricardo Montaner)                         | Eliminado                                |                                          |                                          |
| 1                                        | 5                                        | Dwaight Juárez                           | «Gracias al sol» (Juan Gabriel)                            | Eliminado                                |                                          |                                          |
| 1                                        | 6                                        | Delsy Gómez                              | «Que te quería» (La Quinta Estación)                       | Eliminada                                |                                          |                                          |
| 1                                        | 7                                        | Daniela Rivera                           | «Amor de novela»                                           | Eliminada                                |                                          |                                          |
| 1                                        | 8                                        | Nadja Quintanilla                        | «Cuando llora mi guitarra»                                 | Clasificada                              |                                          |                                          |
|                                          |                                          |                                          |                                                            |                                          |                                          |                                          |
| 2                                        | 1                                        | Nadia Huamacto                           | «Sola con mi soledad» (Marisela)                           | Eliminada                                |                                          |                                          |
| 2                                        | 2                                        | Andrea Córdova                           | «¡Corre!» (Jesse & Joy)                                    | Clasificada                              |                                          |                                          |
| 2                                        | 3                                        | Hugo Araníbar                            | «La bikina» (Luis Miguel)                                  | Eliminado                                |                                          |                                          |
| 2                                        | 4                                        | Allison Paulet                           | «Me muero» (La Quinta Estación)                            | Eliminada                                |                                          |                                          |
| 2                                        | 5                                        | Reyshell Cruz                            | «Evidencias» (Ana Gabriel)                                 | Eliminada                                |                                          |                                          |
| 2                                        | 6                                        | Fiorella Huertas                         | «Estés donde estés» (Ha*Ash)                               | Eliminada                                |                                          |                                          |
| 2                                        | 7                                        | Adriana Valencia                         | «Dicen que soy» (La India)                                 | Eliminada                                |                                          |                                          |
| 2                                        | 8                                        | Brunella Melgarejo                       | «A mi manera» (María Martha Serra Lima)                    | Eliminada                                |                                          |                                          |
| 2                                        | 9                                        | Valentino Cornejo                        | «Qué será de mí» (Eva Ayllón)                              | Clasificado                              |                                          |                                          |
|                                          |                                          |                                          |                                                            |                                          |                                          |                                          |
| 3                                        | 1                                        | Dayana Gutiérrez                         | «Quién no lloró por amor»                                  | Eliminada                                |                                          |                                          |
| 3                                        | 2                                        | Raúl Huamán                              | «Darte un beso» (Prince Royce)                             | Eliminado                                |                                          |                                          |
| 3                                        | 3                                        | Cielo Zevallos                           | «Amor de novela»                                           | Eliminada                                |                                          |                                          |
| 3                                        | 4                                        | César Games                              | «Esclavo de sus besos» (David Bisbal)                      | Eliminado                                |                                          |                                          |
| 3                                        | 5                                        | María Teresa Palacios                    | «Amor, amor» (Gaitán Castro)                               | Eliminada                                |                                          |                                          |
| 3                                        | 6                                        | Mya Nole                                 | «Quererte a ti» (Ángela Carrasco)                          | Eliminada                                |                                          |                                          |
| 3                                        | 7                                        | Alexia Oliden                            | «Bohemian Rapsody» (Queen)                                 | Eliminada                                |                                          |                                          |
| 3                                        | 8                                        | Samira Saucedo                           | «Costumbres» (Rocío Dúrcal)                                | Eliminada                                |                                          |                                          |
|                                          |                                          |                                          |                                                            |                                          |                                          |                                          |
| 4                                        | 1                                        | Andrea La Rosa                           | «Me enamoré» (Shakira)                                     | Eliminada                                |                                          |                                          |
| 4                                        | 2                                        | Fiorella Caballero                       | «Déjala»                                                   | Eliminada                                |                                          |                                          |
| 4                                        | 3                                        | Kassandra Henckell                       | «Días felices»                                             | Eliminada                                |                                          |                                          |
| 4                                        | 4                                        | Flavia Pajuelo                           | «Tu falta de querer» (Mon Laferte)                         | Eliminada                                |                                          |                                          |
| 4                                        | 5                                        | Gabriel Andayhua                         | «Si no supiste amar» (Luis Miguel)                         | Eliminado                                |                                          |                                          |
| 4                                        | 6                                        | Angélica Games                           | «Aguanilé» (Héctor Lavoe)                                  | Eliminada                                |                                          |                                          |
| 4                                        | 7                                        | Pedro Casaperalta                        | «Siempre fuiste mi amor» (G.I.T.)                          | Eliminado                                |                                          |                                          |
| 4                                        | 8                                        | Valeria Zapata                           | «No tengo nada» (Whitney Houston)                          | Clasificada                              |                                          |                                          |
|                                          |                                          |                                          |                                                            |                                          |                                          |                                          |
| 5                                        | 1                                        | Mia Kcomt                                | «Que viva Chiclayo» (Lucha Reyes)                          | Eliminada                                |                                          |                                          |
| 5                                        | 2                                        | Luis Alonso Sánchez                      | «Ave María» (Raphael)                                      | Clasificado                              |                                          |                                          |
| 5                                        | 3                                        | Óscar Solís                              | «El rey» (Vicente Fernández)                               | Eliminado                                |                                          |                                          |
| 5                                        | 4                                        | Jael Palencia                            | «Maldita primavera» (Yuri)                                 | Eliminada                                |                                          |                                          |
| 5                                        | 5                                        | Keisy Huamani                            | «La gata bajo la lluvia» (Rocío Dúrcal)                    | Eliminada                                |                                          |                                          |
| 5                                        | 6                                        | Raysa Ames                               | «Me enamoré de ti» (Américo)                               | Eliminada                                |                                          |                                          |
| 5                                        | 7                                        | Alexandra Cabrejos                       | «Quién eres tú» (Yuri)                                     | Eliminada                                |                                          |                                          |
| 5                                        | 8                                        | Ariana Pasco                             | «De qué manera te olvido» (Vicente Fernández)              | Eliminada                                |                                          |                                          |
| 5                                        | 9                                        | Anely Dávila                             | «Oye» (Beyoncé)                                            | Eliminada                                |                                          |                                          |
|                                          |                                          |                                          |                                                            |                                          |                                          |                                          |
| 6                                        | 1                                        | María Fernanda Toribio                   | «Cree, atrévete» (Selena Gomez)                            | Eliminada                                |                                          |                                          |
| 6                                        | 2                                        | Johan Romero                             | «Será que no me amas» (Luis Miguel)                        | Eliminado                                |                                          |                                          |
| 6                                        | 3                                        | Yamilé García                            | «Me enamoré de ti» (Américo)                               | Eliminada                                |                                          |                                          |
| 6                                        | 4                                        | Luis Hernández                           | «Así fue» (Juan Gabriel)                                   | Eliminado                                |                                          |                                          |
| 6                                        | 5                                        | Jefferson Pérez                          | «Ángel» (Jon Secada)                                       | Clasificado                              |                                          |                                          |
| 6                                        | 6                                        | July Meza                                | «Eternamente bella» (Alejandra Guzmán)                     | Eliminada                                |                                          |                                          |
| 6                                        | 7                                        | Tania Velásquez                          | «Échame la culpa» (Luis Fonsi y Demi Lovato)               | Eliminada                                |                                          |                                          |
| 6                                        | 8                                        | Alessandra Messambo                      | «Sin ti» (Mariah Carey)                                    | Clasificada                              |                                          |                                          |
|                                          |                                          |                                          |                                                            |                                          |                                          |                                          |
| 7                                        | 1                                        | Dominique Tupayachi                      | «Regresa» (Eva Ayllón)                                     | Eliminada                                |                                          |                                          |
| 7                                        | 2                                        | Nayelly Azcue                            | «Especio sideral» (Jesse & Joy)                            | Eliminada                                |                                          |                                          |
| 7                                        | 3                                        | María Salazar                            | «La bikina» (Karol Sevilla)                                | Eliminada                                |                                          |                                          |
| 7                                        | 4                                        | Joshua Adrianzén                         | «Cásate conmigo» (Silvestre Dangond y Nicky Jam)           | Eliminado                                |                                          |                                          |
| 7                                        | 5                                        | Alexia Greer                             | «Me voy» (Julieta Venegas)                                 | Eliminada                                |                                          |                                          |
| 7                                        | 6                                        | Rafaella Escala                          | «Veo en ti la luz» (Danna Paola y Chayanne)                | Clasificada                              |                                          |                                          |
| 7                                        | 7                                        | Maelly y Milly Tinoco                    | «La de los hoyitos» (Pedro Fernández)                      | Clasificadas                             |                                          |                                          |
| 7                                        | 8                                        | Sharon Vásquez                           | «Herida» (Brenda K. Starr)                                 | Eliminada                                |                                          |                                          |
| 7                                        | 9                                        | Carissa Tarazona                         | «Like I'm gonna lose you» (Meghan Trainor ft. John Legend) | Eliminada                                |                                          |                                          |
|                                          |                                          |                                          |                                                            |                                          |                                          |                                          |
| 8                                        | 1                                        | Flavia Marcos                            | «La de la mala suerte» (Jesse & Joy)                       | Eliminada                                |                                          |                                          |
| 8                                        | 2                                        | Natalia Vílchez                          | «Creo en mí» (Natalia Jiménez)                             | Eliminada                                |                                          |                                          |
| 8                                        | 3                                        | Cristina Salas                           | «Día de suerte» (Alejandra Guzmán)                         | Eliminada                                |                                          |                                          |
| 8                                        | 4                                        | Ashley López                             | «Ay, amor» (Myriam Hernández)                              | Eliminada                                |                                          |                                          |
| 8                                        | 5                                        | Ricardo Ramírez                          | «Ave María» (David Bisbal)                                 | Eliminado                                |                                          |                                          |
| 8                                        | 6                                        | Fernanda Rivera                          | «Algo más» (La Quinta Estación)                            | Eliminada                                |                                          |                                          |
| 8                                        | 7                                        | Nicole Chiarella                         | «Chandelier» (Sia)                                         | Eliminada                                |                                          |                                          |
| 8                                        | 8                                        | Gian Pool Chávez                         | «Almohada» (José José)                                     | Clasificado                              |                                          |                                          |

## Conciertos en vivo
Se comenzó a partir del 24 de febrero, todos los sábados. Los concursantes cantan en vivo y reciben consejos y el puntaje de los jurados, asimismo, también se les permite a los padres opinar.

### Octava semana (24 de febrero)
| Ver las actuaciones de los participantes | Ver las actuaciones de los participantes | Ver las actuaciones de los participantes  | Ver las actuaciones de los participantes | Ver las actuaciones de los participantes | Ver las actuaciones de los participantes | Ver las actuaciones de los participantes |
| Orden                                    | Concursante                              | Canción                                   | Puntuación del jurado                    | Puntuación del jurado                    | Puntuación del jurado                    | Resultado                                |
| Orden                                    | Concursante                              | Canción                                   | Franda                                   | Maricarmen Marín                         | Fiorella Rodríguez                       | Resultado                                |
| ---------------------------------------- | ---------------------------------------- | ----------------------------------------- | ---------------------------------------- | ---------------------------------------- | ---------------------------------------- | ---------------------------------------- |
| 1                                        | Luis Alonso Sánchez                      | «He sentido amor» (Pelo D'Ambrosio)       |                                          | 7                                        | 8                                        | Salvado                                  |
| 2                                        | Nadja Quintanilla                        | «Ángel» (Yuridia)                         | 9                                        |                                          | 8                                        | Salvada                                  |
| 3                                        | Andrea Córdova                           | «Baila esta cumbia» (Selena)              | 7                                        | 7                                        |                                          | Sentenciada                              |
| 4                                        | Valentino Cornejo                        | «Mechita» (Fiesta criolla)                |                                          | 8                                        | 10                                       | Salvado                                  |
| 5                                        | Maely y Mily Tinoco                      | «Así fue (Versión cumbia)» (Juan Gabriel) | 7                                        |                                          | 7                                        | Sentenciadas                             |
| 6                                        | Gian Pool Chávez                         | «Love yourself» (Justin Bieber)           | 10                                       | 9                                        |                                          | Salvado                                  |
| 7                                        | Alexandra Messambo                       | «Te dejo en libertad» (Ha*Ash)            |                                          | 8                                        | 9                                        | Salvada                                  |
| 8                                        | Rafaella Escala                          | «Espacio sideral» (Jesse & Joy)           | 8                                        |                                          | 8                                        | Salvada                                  |
| 9                                        | Jefferson Pérez                          | «A puro dolor» (Son by Four)              | 8                                        | 9                                        |                                          | Salvado                                  |
| 10                                       | Valeria Zapata                           | «Que nadie sepa mi sufrir»                |                                          | 9                                        | 9                                        | Salvada                                  |

 samira López moron

### Novena semana (3 de marzo)
| Ver las actuaciones de los participantes | Ver las actuaciones de los participantes | Ver las actuaciones de los participantes                                 | Ver las actuaciones de los participantes | Ver las actuaciones de los participantes | Ver las actuaciones de los participantes | Ver las actuaciones de los participantes |
| Orden                                    | Concursante                              | Canción                                                                  | Puntuación del jurado                    | Puntuación del jurado                    | Puntuación del jurado                    | Resultado                                |
| Orden                                    | Concursante                              | Canción                                                                  | Franda                                   | Maricarmen Marín                         | Fiorella Rodríguez                       | Resultado                                |
| ---------------------------------------- | ---------------------------------------- | ------------------------------------------------------------------------ | ---------------------------------------- | ---------------------------------------- | ---------------------------------------- | ---------------------------------------- |
| 1                                        | Gian Pool Chávez                         | «La mejor de todas» (Carlos Guerrero)                                    |                                          | 8                                        | 9                                        | Salvado                                  |
| 2                                        | Nadja Quintanilla                        | «La gata bajo la lluvia» (Rocío Dúrcal)                                  | 9                                        |                                          | 9                                        | Salvada                                  |
| 3                                        | Jefferson Pérez                          | «Me gusta todo de ti» (Noche de Brujas)                                  | 8                                        | 8                                        |                                          | Salvado                                  |
| 4                                        | Maely y Mily Tinoco                      | «Como yo te amo» (Gloria Trevi)                                          |                                          |                                          |                                          | Salvadas                                 |
| 5                                        | Andrea Córdova                           | «Locos de amor» (Yordano)                                                |                                          |                                          |                                          | Eliminada                                |
| 6                                        | Rafaella Escala                          | «Mariposa technicolor» (Fito Páez)                                       |                                          | 6                                        | 8                                        | Sentenciada                              |
| 7                                        | Valentino Cornejo                        | «Aquí estoy yo» (Luis Fonsi, Aleks Syntek, Noel Schajris y David Bisbal) | 7                                        |                                          | 7                                        | Sentenciado                              |
| 8                                        | Alexandra Messambo                       | «La malagueña» (Pablo Ruiz)                                              | 10                                       | 8                                        |                                          | Salvada                                  |
| 9                                        | Valeria Zapata                           | «Yo te pido amor» (Yuri)                                                 |                                          | 10                                       | 10                                       | Salvada                                  |
| 10                                       | Luis Alonso Sánchez                      | «No te vayas» (Ráfaga)                                                   | 9                                        |                                          | 9                                        | Salvado                                  |

### Décima semana (10 de marzo)
| Ver las actuaciones de los participantes | Ver las actuaciones de los participantes | Ver las actuaciones de los participantes | Ver las actuaciones de los participantes | Ver las actuaciones de los participantes | Ver las actuaciones de los participantes | Ver las actuaciones de los participantes |
| Orden                                    | Concursante                              | Canción                                  | Puntuación del jurado                    | Puntuación del jurado                    | Puntuación del jurado                    | Resultado                                |
| Orden                                    | Concursante                              | Canción                                  | Franda                                   | Maricarmen Marín                         | Fiorella Rodríguez                       | Resultado                                |
| ---------------------------------------- | ---------------------------------------- | ---------------------------------------- | ---------------------------------------- | ---------------------------------------- | ---------------------------------------- | ---------------------------------------- |
| 1                                        | Jefferson Pérez                          | «Un poco loco» (Coco)                    |                                          | 10                                       | 10                                       | Salvado                                  |
| 2                                        | Alexandra Messambo                       | «Como la flor» (Selena)                  | 9                                        |                                          | 9                                        | Salvada                                  |
| 3                                        | Valeria Zapata                           | «A mi manera» (María Martha Serra Lima)  | 9                                        | 9                                        |                                          | Salvada                                  |
| 4                                        | Nadja Quintanilla                        | «Luna» (Ana Gabriel)                     |                                          | 8                                        | 8                                        | Sentenciada                              |
| 5                                        | Luis Alonso Sánchez                      | «Darte un beso» (Prince Royce)           | 9                                        |                                          | 8                                        | Salvado                                  |
| 6                                        | Gian Pool Chávez                         | «Mi persona favorita» (Río Roma)         | 7                                        | 8                                        |                                          | Sentenciado                              |
| 7                                        | Maely y Mily Tinoco                      | «Hasta la raíz» (Natalia Lafourcade)     |                                          | 7                                        | 7                                        | Sentenciadas                             |
| 8                                        | Rafaella Escala                          | «Parte de tu mundo» (La Sirenita)        |                                          |                                          |                                          | Eliminada                                |
| 9                                        | Valentino Cornejo                        | «Vivir mi vida» (Marc Anthony)           |                                          |                                          |                                          | Sentenciado                              |

- Originalmente iban a ser 3 sentenciados, pero se amplió a 4 debido al triple empate en la puntuación de Nadja Quintanilla, Gian Pool Chávez y las gemelas Tinoco.

### Undécima semana: Semifinal (17 de marzo)
| Ver las actuaciones de los participantes | Ver las actuaciones de los participantes | Ver las actuaciones de los participantes           | Ver las actuaciones de los participantes | Ver las actuaciones de los participantes | Ver las actuaciones de los participantes | Ver las actuaciones de los participantes |
| Orden                                    | Concursante                              | Canción                                            | Puntuación del jurado                    | Puntuación del jurado                    | Puntuación del jurado                    | Resultado                                |
| Orden                                    | Concursante                              | Canción                                            | Franda                                   | Maricarmen Marín                         | Fiorella Rodríguez                       | Resultado                                |
| ---------------------------------------- | ---------------------------------------- | -------------------------------------------------- | ---------------------------------------- | ---------------------------------------- | ---------------------------------------- | ---------------------------------------- |
| 1                                        | Nadja Quintanilla                        | «Cuando llora mi guitarra»                         |                                          |                                          |                                          | Salvada                                  |
| 2                                        | Gian Pool Chávez                         | «Ya me enteré» (Reik)                              |                                          |                                          |                                          | Salvado                                  |
| 3                                        | Maely y Mily Tinoco                      | «No te pido flores» (Fanny Lu)                     |                                          |                                          |                                          | Eliminadas                               |
| 4                                        | Valentino Cornejo                        | «Robarte un beso» (Carlos Vives y Sebastián Yatra) |                                          |                                          |                                          | Eliminado                                |
| 5                                        | Valeria Zapata                           | «Qué será de tí» (Thalía)                          |                                          | 9                                        | 9                                        | Salvada                                  |
| 6                                        | Luis Alonso Sánchez                      | «Despacito» (Luis Fonsi)                           | 8                                        |                                          | 8                                        | Salvado                                  |
| 7                                        | Alexandra Messambo                       | «Creo en tí» (Reik)                                | 8                                        | 7                                        |                                          | Salvada                                  |
| 8                                        | Jefferson Pérez                          | «Me va a extrañar» (Ricardo Montaner)              |                                          | 9                                        | 9                                        | Salvado                                  |

- Gian Pool Chávez, Valeria Zapata y Jefferson Pérez fueron los mejores de la gala debdo a un triple empate en su puntuación.
- Ningún participante fue sentenciado en esta gala.

### Gran Final (24 de marzo)

#### Primera parte
| Ver las actuaciones de los participantes | Ver las actuaciones de los participantes | Ver las actuaciones de los participantes  | Ver las actuaciones de los participantes | Ver las actuaciones de los participantes | Ver las actuaciones de los participantes | Ver las actuaciones de los participantes |
| Orden                                    | Concursante                              | Canción                                   | Puntuación del jurado                    | Puntuación del jurado                    | Puntuación del jurado                    | Resultado                                |
| Orden                                    | Concursante                              | Canción                                   | Franda                                   | Maricarmen Marín                         | Fiorella Rodríguez                       | Resultado                                |
| ---------------------------------------- | ---------------------------------------- | ----------------------------------------- | ---------------------------------------- | ---------------------------------------- | ---------------------------------------- | ---------------------------------------- |
| 1                                        | Valeria Zapata                           | «Yo viviré» (Gloria Gaynor)               |                                          | 9                                        | 9                                        | Salvada                                  |
| 2                                        | Luis Alonso Sánchez                      | «Obsesión»                                | 8                                        |                                          | 9                                        | Eliminado                                |
| 3                                        | Alexandra Messambo                       | «Mi mayor venganza» (La India)            | 10                                       | 9                                        |                                          | Eliminada                                |
| 4                                        | Gian Pool Chávez                         | «Sueña» (Luis Miguel)                     |                                          | 9                                        | 9                                        | Salvado                                  |
| 5                                        | Nadja Quintanilla                        | «Nunca voy a olvidarte» (Cristian Castro) | 9                                        |                                          | 10                                       | Salvada                                  |
| 6                                        | Jefferson Pérez                          | «Volver a amar» (Cristian Castro)         | 10                                       | 9                                        |                                          | Salvado                                  |

- Originalmente iban a ser tres eliminados, pero se redujo a dos por un doble empate en el primer lugar y segundo lugar de la primera ronda.

- Puntaje secreto del jurado.
- El participante es salvado por el jurado.
- El participante es salvado en la sentencia.
- El participante es enviado a sentencia.
- El participante es salvado de la sentencia y es nuevamente sentenciado.
- El participante resulta ser el mejor de la gala.
- El participante es salvado en la sentencia y resulta ser el mejor de la gala.
- El participante es eliminado por el jurado.

#### Segunda parte
| Ver las actuaciones de los participantes | Ver las actuaciones de los participantes | Ver las actuaciones de los participantes | Ver las actuaciones de los participantes | Ver las actuaciones de los participantes | Ver las actuaciones de los participantes | Ver las actuaciones de los participantes |
| Orden                                    | Concursante                              | Canción                                  | Puntuación del jurado                    | Puntuación del jurado                    | Puntuación del jurado                    | Resultado                                |
| Orden                                    | Concursante                              | Canción                                  | Franda                                   | Maricarmen Marín                         | Fiorella Rodríguez                       | Resultado                                |
| ---------------------------------------- | ---------------------------------------- | ---------------------------------------- | ---------------------------------------- | ---------------------------------------- | ---------------------------------------- | ---------------------------------------- |
| 1                                        | Valeria Zapata                           | «Yo te pido amor» (Yuri)                 |                                          |                                          |                                          | Segundo puesto                           |
| 2                                        | Gian Pool Chávez                         | «Love yourself» (Justin Bieber)          |                                          |                                          |                                          | Tercer puesto                            |
| 3                                        | Nadja Quintanilla                        | «La gata bajo la lluvia» (Rocío Dúrcal)  |                                          |                                          |                                          | Cuarto puesto                            |
| 4                                        | Jefferson Pérez                          | «Un poco loco» (Coco)                    |                                          |                                          |                                          | Ganador                                  |

## Actuaciones especiales
| Fecha               | Invitado                           | Canción           |
| ------------------- | ---------------------------------- | ----------------- |
| 3 de marzo de 2018  | Ezio Oliva y Jonathan Moly         | «Cómo le hago»    |
| 10 de marzo de 2018 | Carlos Burga (José José de Yo Soy) | «Desesperado»     |
| 17 de marzo de 2018 | Ruth Karina                        | «Sangre caliente» |